# Oktiabrski (Volgogrado)
Oktiabrski (ruso: Октя́брьский) es un asentamiento de tipo urbano de Rusia, capital del raión homónimo en la óblast de Volgogrado.
En 2021, el asentamiento tenía una población de 6071 habitantes. En su territorio no hay pedanías. Junto al casco urbano de Oktiabrski se ubica el asentamiento rural de Antónov, con el que forma una conurbación de casi ocho mil habitantes.
Se ubica unos 130 km al suroeste de la capital regional Volgogrado, sobre la carretera 18K-1 que lleva a Salsk. Por el casco urbano fluye el río Aksái Esaúlovski.

## Historia
Fue fundado en 1897 como poblado ferroviario, al abrirse aquí una estación en la línea de ferrocarril de Tsaritsyn a Tijoretsk. La estación ferroviaria recibe desde sus orígenes el nombre de "Zhutovo" (Жутово), por su cercanía al jútor Zhutovo 1-ye. En 1919, el jútor que rodeaba el poblado ferroviario de Zhutovo recibió el topónimo de "Krugliakov" (Кругляков), en referencia al apellido del líder local del Ejército Rojo en la guerra civil rusa. Tanto el jútor de Krugliakov como la estación de Zhutovo quedaron incluidos en el selsoviet del jútor de Antónov. En 1937, durante la formación de la óblast de Stalingrado, el poblado ferroviario de Zhutovo adoptó el estatus de capital distrital, al establecerse aquí la sede de un raión, inicialmente denominado "Voroshílovski" en referencia a Kliment Voroshílov. En 1947, la sede del raión se trasladó de Zhutovo a Krugliakov.
En 1953, Zhutovo y Krugliakov se fusionaron en una sola localidad con estatus de posiólok rural, inicialmente con el nombre del hasta entonces jútor. En 1957, tanto la localidad como el raión adoptaron su actual topónimo. En 1959, la capital distrital se separó del selsoviet de Antónov y pasó a tener su propio ayuntamiento como asentamiento de tipo urbano. En 1962 perdió el estatus de capital distrital, al integrarse el área en el raión de Kotélnikovo. Recuperó el estatus de capital distrital en 1964, y en 1965 quedaron definidos los límites del actual raión de Oktiabrski.